# Nationalencyklopedin

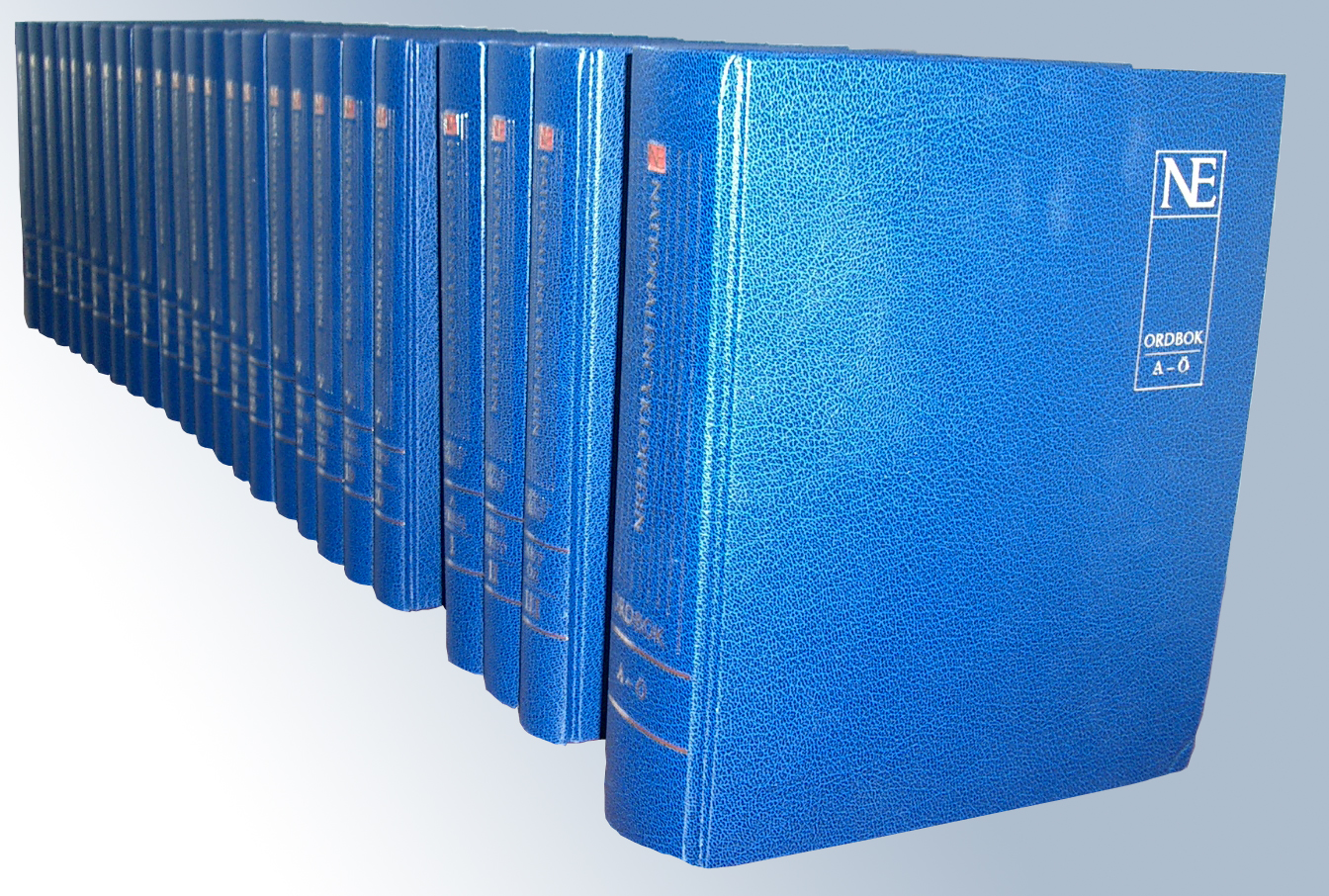
Volumes de 1 a 20, 3 suplementos da Nationalencyklopedin

Nationalencyklopedin ou NE - em português Enciclopédia Nacional Sueca - é uma enciclopédia sueca contemporânea.
A versão impressa abrange 172.000 artigos, e a versão de internet contem 264.000 entradas (em julho de 2014).
O projeto iniciou-se em 1980 por iniciativa do governo, tendo um acordo de publicação sido assinado com a editora Bra Böcker em 1985. Entre 1989 e 1996, foram editados os 20 volumes desta obra, com cerca de 170 000 verbetes. Em 1997 a primeira versão digital da enciclopédia foi lançado em 6 CD-ROMs (posteriormente em DVD).
Em 2000, a Enciclopédia Nacional Sueca iniciou a sua publicação na Internet.
É a terceira maior enciclopédia sueca de todos os tempos, sucedendo ao Nordisk familjebok (1875) e ao Svensk Uppslagsbok (1929).